# Leviathan (projekt muzyczny)
Leviathan – amerykański jednoosobowy projekt muzyczny łączący black metal z ambientem. Za muzykę, teksty oraz oprawę graficzną odpowiada Jef Stuart Whitehead (ur. 26 lipca 1969), nagrywający pod pseudonimem Wrest.

## Charakterystyka brzmienia i kompozycji
Pierwsze albumy Leviathan cechuje niska jakość produkcji oraz syntetyczne brzmienie perkusji; kompozycje bywają rozbudowane, osiągając nieraz długość powyżej dziesięciu minut, co jest charakterystyczne dla tego odłamu black metalu. Dwa ostatnie albumy, kolejno True Traitor, True Whore oraz Scar Sighted, zakręcają chwilami stylistycznie w stronę death metalu oraz post-punka, są również pierwszymi przy których realizacji Wrest skorzystał z akustycznej perkusji. W tekstach obsesyjnie powraca temat samobójstwa.

## Współpraca
W 2004 roku współpracował z projektem Xasthur, nagrywając do jednego z utworów ścieżkę perkusji, w 2005 roku zaś Sunn O))) zaprosiło go do współpracy przy albumie pt. Black One; nagrał wówczas wokale do jednego z utworów.

## Lurker of Chalice
Za najważniejszy projekt Whiteheada poza Leviathan uważa się Lurker of Chalice, który oficjalnie zadebiutował w 2005 roku. Album przez wielu słuchaczy uznawany jest za arcydzieło.
W 2020 Wrest powrócił do projektu, wydając kompilację niepublikowanych wcześniej nagrań pt. Tellurian Slaked Furnace.

## Inspiracje
Wrest podaje szereg inspiracji, z których najważniejsze to Beherit, Gorgoroth, Xasthur, Immortal, Swans, wczesne Christian Death, Incantation, Thorns, wczesna Katatonia oraz pierwsze albumy Ulver.

## Osobowść i życie prywatne
Wrest znany jest w środowisku metalowym z awersji do prasy, rzadko udziela wywiadów. Jako Leviathan nigdy nie wystąpił na scenie. Przez wiele lat mieszkał w Oakland, gdzie za dnia pracował jako tatuażysta. Obecnie mieszka z rodziną w Portland.

## Wybrana dyskografia[1]
- Verräter (2002) (Wybrane nagrania demo z lat 1998–2001)
- The Tenth Sub Level of Suicide (2003)
- Tentacles of Whorror (2004)
- A Silhouette in Splinters (2005)
- Massive Conspiracy Against All Life (2008)
- True Traitor, True Whore (2011)
- Scar Sighted (2015)